# أوتو هونزيكر
أوتو هونزيكر (الألمانية السويسرية الموحدة: Otto Hunziker) هو قاضي وسياسي سويسري، ولد في 6 مايو 1879 في سويسرا، وتوفي في 7 فبراير 1940 في سويسرا. حزبياً، نشط في الحزب الديمقراطي الحر (سويسرا). وقد انتخب عضو المجلس الوطني السويسري.